# Svarttjärnen (Ovanåkers socken, Hälsingland)
Svarttjärnen är en sjö i Ovanåkers kommun i Hälsingland och ingår i Ljusnans huvudavrinningsområde.